# Krzysztof Dryja
Krzysztof Dryja (ur. 4 stycznia 1974 w Warszawie) – polski koszykarz, środkowy. Reprezentant Polski.
W swojej karierze reprezentował głównie kluby warszawskie i mazowieckie. Grał w Legii (1991-93) i Skrze Warszawa (1993-94). W latach 1994–2002 był zawodnikiem - występującego pod różnymi nazwami - zespołu z Pruszkowa. W 1995 i 1997 zostawał mistrzem Polski, ma także na koncie dwa puchary Polski. Brał udział w meczach gwiazd ekstraklasy. Później był zawodnikiem Polonii, Legii oraz Znicza Pruszków. Z reprezentacją Polski brał udział m.in. w ME 97 (7. miejsce).

## Osiągnięcia
Na podstawie, o ile nie zaznaczono inaczej.
Drużynowe
- Mistrz Polski (1995, 1997)
- Wicemistrz Polski (1998)
- Brązowy medalista mistrzostw Polski (2000)
- Zdobywca Pucharu Polski (1998, 1999)
- Finalista:
  - Pucharu Polski (1995, 2000, 2001)
  - Superpucharu Polski (1999)
- Uczestnik rozgrywek:
  - Euroligi (1995/96)
  - Puchar Koracia (1994/95, 1996/97, 2000–2002)
  - Pucharu Saporty (1994/95, 1997–2000)

Indywidualne
- Lider PLK w blokach (1997)
- Uczestnik:
  - meczu gwiazd:
    - PLK (1996 – Poznań, 1996 – Sopot, 1998)
    - Polska – Gwiazdy PLK (1997 – Sopot, 1997 – Ruda Śląska, 1999 – powołany, nie wystąpił)

  - konkursu wsadów PLK (1996)

Reprezentacja
Na podstawie, o ile nie zaznaczono inaczej.
- Uczestnik:
  - mistrzostw Europy (1997 – 7. miejsce)
  - mistrzostw Europy U-18 (1992 – 9. miejsce)
  - kwalifikacji do:
    - mistrzostw Europy U-22 (1996)
    - mistrzostw Europy (1997, 1999, 2001)